# 戲夢 (江蕙專輯)
《戲夢》是台灣女歌手江蕙於2013年11月27日發行的演唱會專輯。

## 唱片版本
- CD
- DVD[2][3]
- 藍光BD

## 曲目
1. Opening
2. 月落
3. 等待舞伴
4. 風醉雨也醉
5. 酒後的心聲
6. 探戈探戈
7. 演袂落去
8. 藝妓獨舞
9. 今夜擱再想你
10. 相思燈
11. 廣東花
12. 恨世生
13. 苦海女神龍
14. 憨阿嬤
15. 落雨聲
16. 夢中情
17. 只有你
18. 大船入港
19. 落山風
20. 不想伊
21. 郊道
22. 鼓聲若響
23. 風吹的願望
24. 台灣女人VCR
25. 女人的故事
26. 當時欲嫁
27. 炮仔聲
28. 家後
29. 甲你攬牢牢
30. 唉呦唉呦
31. 向前走
32. 好膽你就來
33. 藝界人生